# Ângela Amin
Ângela Regina Heinzen Amin Helou (n. 20 de diciembre de 1953 en Indaial, Santa Catarina), es una mujer política brasileña. Se destacó por haber sido la primera mujer elegida alcalde de Florianópolis.

## Vida personal
Ângela es hija de Pedro João Heinzen, un empleado de la industria textil, y de Petronila Marta Schimitt Heinzen, una maestra de escuela pública. Estudió en el Colegio Normal Sagrada Familia de Blumenau, y se formó en matemática en la Universidad Federal de Santa Catarina, graduándose en 1976. Está casada con el exgobernador de Santa Catarina Esperidião Amin. En 1973, ella trabajó en la oficina de Desarrollo de la Universidad, y a su vez, Esperidião Amin trabajaba en el mismo edificio. Sin embargo, ellos recién se conocieron a los dos años, cuando él asumió la alcaldía de Florianópolis. En 1979 ambos contrajeron matrimonio en Indaial, la ciudad nativa de Ângela. Tuvieron tres hijos: João Antônio, Maria y Joana Heinzen Amin Helou. En 2009 se formó en el posgrado de Máster en Ingeniería de Conocimiento, en la Universidad de Santa Catarina.

## Carrera
En 1988 fue elegida concejal de Florianópolis, con la cantidad de votos más alta registrada (7.771 votos).
Fue miembro de la Cámara de Diputados en la 49.º Legislatura (1991—1995), electa diputada federal con la votación más alta en 1990 (129.011 votos). Trabajó en Brasilia como jefa adjunta de la PDS, relatora de la Ley de Directrices y Educación de Base y también participó de la CPI en la violencia contra la mujer.
Candidata a la gobernación en 1994, obtuvo más de 1,2 millones de votos en el estado de Santa Catarina, aunque siendo derrotada en la segunda vuelta de las elecciones, por Paulo Afonso Evangelista Vieira.
Fue alcaldesa de Florianópolis, en dos períodos consecutivos (1996-2004), la primera mujer en ocupar ese puesto. Durante su gestión en la ciudad de Florianópolis, el gobierno de Angela Amin fue destacado cinco veces como la mejor administración municipal en el ranking nacional de alcaldes de capital, por el Instituto Datafolha. En el área social, su acción se ganó varios premios, especialmente de Unicef y de Abrinq (Prefeito Criança), gracias a la reducción de la mortalidad y la desnutrición infantil en Florianópolis.
En 2006 fue elegida Diputada federal de la 53.ª legislatura (2007-2011), obteniendo el voto individual más alta para el puesto. Fue nuevamente candidata a gobernadora de Santa Catarina por el Partido Progresista en las elecciones generales de 2010, siendo derrotada en primera ronda por Raimundo Colombo quedando en segundo lugar.